# Anabarilius brevianalis
Anabarilius brevianalis är en fiskart som beskrevs av Zhou och Xiaolong Cui 1992. Anabarilius brevianalis ingår i släktet Anabarilius och familjen karpfiskar. Inga underarter finns listade i Catalogue of Life.